# ویولنسل دا اسپلا

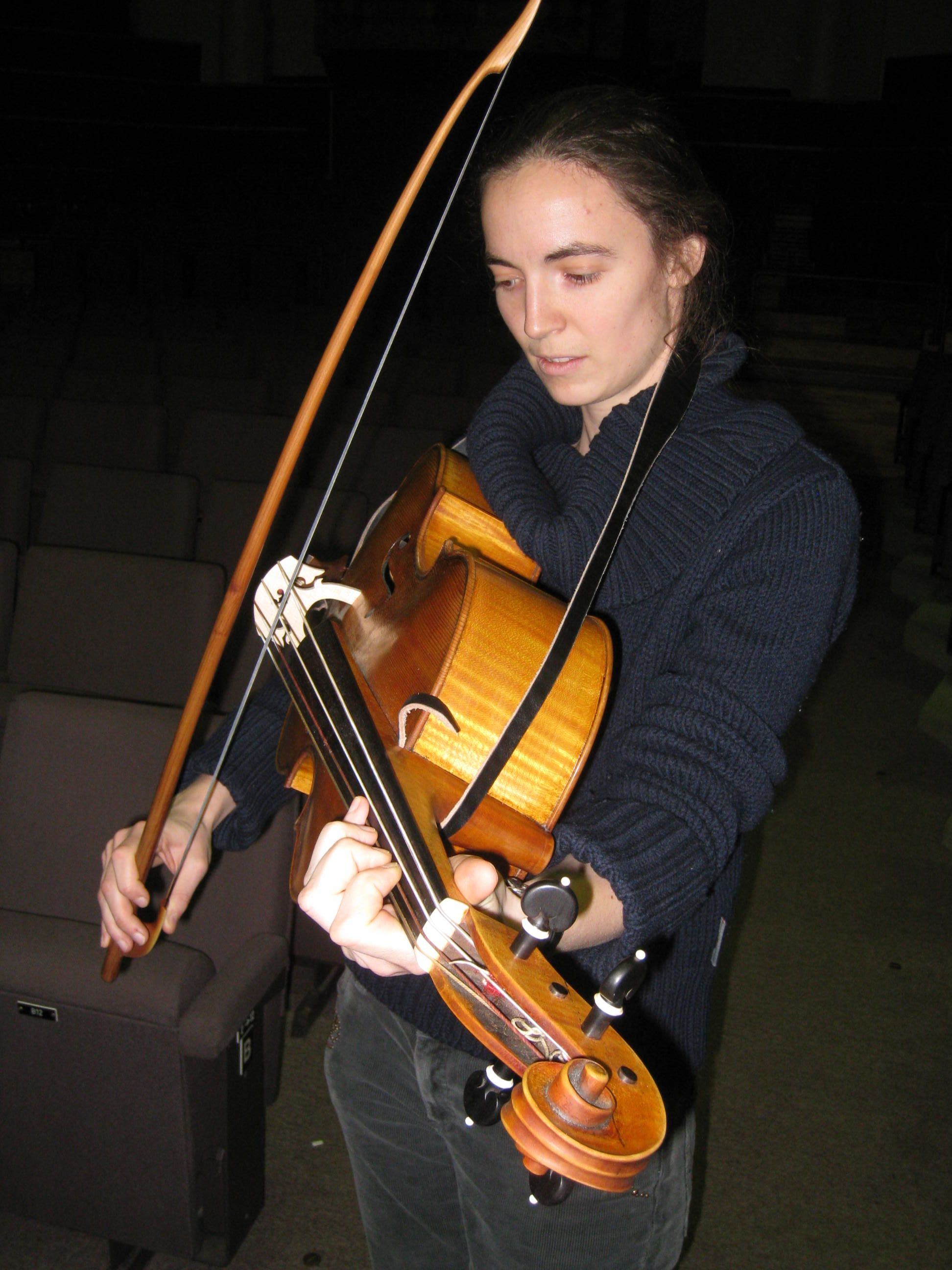
ویولونسل دا اسپلا

ویولونسل دا اسپلا (به انگلیسی: violoncello da spalla) که به‌طور غیررسمی به نام چلو دا اسپلا (به انگلیسی: violoncello da spalla) شناخته می‌شود، تقریباً شبیه ویولنسل کوچکی است که روی شانه نواخته می‌شود.
ویولونسل دا اسپلا برای نواختن ویولونیست‌هایی طراحی شده‌است که تجربه محدودی در نواختن سازهایی مانند ویولا دا گامبا یا ویولنسل دارند که در حالت عمودی بین پاها قرار می‌گیرند. ویولا دا اسپلا روی شانه و سینه نگه داشته می‌شود و از ویولا بزرگتر است.
همچنین موارد متعددی از سوئیت‌ها، سرنادها، دگرگونی‌ها و کاساسیون‌ها وجود دارد که با راهپیمایی شروع و یا پایان می‌یابند. اگر قرار بود این مارش‌ها نوازندگان را داخل یا خارج کنند، خطوط باس می‌توانست بر روی این سازها نواخته شود، همچنین روی ویولنسل‌های دسته‌دار که ویولونسل‌های معمولی با سوراخ کوچک زیر گردن هستند و نوازنده می‌تواند یک قلاب و یک بند را به آن وصل کند
ساز ویولن سلو دا اسپالا از انواع سازهای زهی آرشه‌ای با ظاهری شبیه به ویولا اما اندکی بزرگتر است که در رده‌بندی دانش سازشناسی زیر مجموعه ای از سازهای زهی محسوب می‌شود.
ویولن سلو دا اسپالا در مجموع دارای ۵ سیم فلزی با طول کاملاً یکسان اما قطر متفاوت است که از پایین به بالا و با الگوی افزایشی قطر سیمها شماره گذاری و به ترتیب زیر کوک می‌شوند.
سیم ۵ ← C2
سیم ۴ ← G2
سیم ۳ ← D3
سیم ۲ ← A3
سیم ۱ ← E4
نت نویسی ویولن سلو دا اسپالا با کلید فا صورت می‌گیرد و به دلیل طراحی بدون فرت یا تقسیم‌بندی‌های فینگربرد خود، توانایی اجرای لهجه‌های موسیقی ملل مختلف را هم دارد.
سلو دا اسپالا بر خلاف ویولا یا ویولن زیر چانه قرار نمی‌گیرد و اصلاً دارای Chinrest یا بالشتک انتهای ساز نیست، بلکه بین سینه و شانهٔ نوازنده قرار گرفته و توسط بند دور گردن نوازنده فیکس می‌شود و به همین خاطر به آن Shoulder Cello یا ویولنسل شانه ای هم گفته می‌شود.

## امکان استفاده توسط باخ
به دلیل تنوع در اصطلاحات مورد استفاده در قرن هجدهم، در حال حاضر تعیین دقیق ابزار مورد نظر در موارد خاص دشوار است. اصطلاحات "violoncello da spalla" و "viola da spalla" بیشتر در آثار نظری ظاهر می‌شوند تا به عنوان نامگذاری سازها از آهنگسازان. با این حال، ممکن است که جی اس باخ، و شاید دیگر آهنگسازان، در مواردی که "ویولونسل پیکولو" مشخص شده‌است، ویولونسل دا اسپلا را در نظر گرفته باشند. این اصطلاح «ویولونسل پیکولو» در بسیاری از کانتاتاهای باخ به چشم می‌خورد که قطعات آن با کلیدهای مختلفی (باس، تنور، آلتو و سوپرانو) نوشته شده‌است. تنوع کلیدها به عنوان نمایشی از دامنه نسبتاً وسیع این ساز در نظر گرفته شده‌است. نسخه پنج سیم این ساز ممکن است همان چیزی باشد که باخ برای اجرای ویولن سل سوئیت شماره ۶ خود (که مشکلات فنی بسیاری را در یک ویولنسل چهار سیم ایجاد می‌کند) در نظر داشت.

## نوازندگان بزرگ ویولنسل دا اسپلا
- فرانسوا فرناندز
- سیگیسوالد کویکن
- سرگئی مالوف
- ریو تراکادو
- دیمیتری بادیاروف
- ساموئل هنگبرت
- اولاو یوهانسون
- اندرو گونزالس